# Hadrothemis pseudodefecta
Hadrothemis pseudodefecta là loài chuồn chuồn trong họ Libellulidae. Loài này được Pinhey mô tả khoa học đầu tiên năm 1961.